# Nyikolajevszk-na-Amure
Nyikolajevszk-na-Amure (oroszul: Николаевск-на-Амуре) város Oroszország távol-keleti részén, a Habarovszki határterületen, az Amur partján. A Nyikolajevszki járás székhelye. Neve 1926-ig Nyikolajevszk volt.
Népessége: 22 752 fő (a 2010. évi népszámláláskor).

## Elhelyezkedése
Az Amur torkolatánál, a folyó bal partján helyezkedik el, 80 km-re az amuri limántól. Távolsága Habarovszktól víziúton 997 km, légvonalban 650 km. Tengeri és folyami kikötő. A legközelebbi vasútállomás 582 km-re, Komszomolszk-na-Amureban van, mellyel egyetlen elhanyagolt országút köti össze. A város egy 300 m magas dombok által védett, északról dél felé enyhén lejtő sík területre épült. A fő szállítási útvonal az Amur, mely itt kb. 5 km széles.  

## Története
1850-ben  G. I. Nyevelszkoj kapitány expedíciója során az Amur torkolatánál kitűzte az orosz zászlót és katonai őrhelyet alapított (Nyikolajevszki őrhely, Николаевский пост). Az Amuron érkezett utánpótlás segítségével az őrhely 1855-ben sikerrel vert vissza egy angol-francia partraszállási kísérletet, és a krími háború során ide helyezték át a Petropavlovszk-Kamcsatszkijból evakuált tengeri kikötőt. A Nyikolajevszki őrhely a birodalom távol-keleti tengeri bázisává vált. 1856-ban Nyikolajevszk néven, városi rangban az akkor létrehozott Primorszki terület székhelye lett (1880-ig). Az 1850-es évek végén elkezdődött a katonai kikötő és az admiralitás (hajójavító és -építő üzem) építése, melyhez 1863-ban elkészült az első, gőzkalapáccsal működő kovácsoló műhely. Az Amuron megjelentek a gőzhajók, 1860-ban Szretyenszk és Nyikolajevszk között rendszeresen nyolc gőzhajó közlekedett. Az 1860-as években létrejött a távíró összeköttetés a távoli városokkal. 
Nyikolajevszk azonban hamarosan elvesztette vezető helyét a Távol-Keleten: 1870-ben (vagy 1872-ben) a kikötőt összes intézményével együtt áthelyezték Vlagyivosztokba, 1880-ban pedig a Primorszkiji terület székhelyét vették el és tették át Habarovszkba. A város gyors hanyatlásnak indult, és az 1890-ben arra utazó Anton Csehov vígasztalan képet festett róla. Az 1890-es évek elejére a lakosság száma közel ezer főre csökkent.
1905-ben az orosz–japán háború is elérte, amikor a szigetet a japánok megszállták, de végül csak Dél-Szahalin került az uralmuk alá.
Az újabb fellendülést az aranybányászat hozta magával. Az Amguny és több kisebb folyó (pl. a Kerbi) mentén felfedezett aranylelőhelyek kiaknázására több érdekeltség alakult. Nyikolajevszkben bányatársaságok irodái, az arany felvásárlására bankfiókok nyíltak, 1903-ban aranyolvasztó laboratórium létesült. A nagyobb ipar kialakulását az utak hiánya akadályozta, és a századfordulóra kiépült szibériai vasútvonal a várost messze elkerülte. A hanyatlást betetőzte a polgárháború pusztítása. 1920-ban a közeledő japán intervenciós sereg elől a várost birtokló partizánok a lakosságot evakuálták, majd május 31-ről június 1-re virradóra Nyikolajevszket felégették, nagyobb épületeit és a közelben épült erődöt (Csnirrah, Чныррах) fegyverzetével együtt felrobbantották. (Néhány nappal később a partizánok vezetőit kivégezték).
A város 1922-ben elvesztette regionális központ státusát, de az új szovjet közigazgatás kiépítésekor, 1926-ban Nyikolajevszk-na-Amure néven a Távol-keleti határterület egyik körzetének (okrug) székhelye lett. Az újjáépítés során feléledt a kikötő, Nyikolajevszk fokozatosan az Ohotszki-tenger déli része és az Alsó-Amur halipari központjává vált. Az 1930-as évek építkezésein a Gulag rabjait is alkalmazták. Első kisebb csoportjaik 1933-ban érkeztek, amikor elkezdődött az ún. 14. számú malomipari kombinát építése. Később az Alsó-Amur hajózó mélységének biztosításán, erdőirtásokon, a téglagyárban, a város, a kikötő és a dokk építésén dolgoztak. Az 1930-as években megindult a szórványos légiközlekedés, 1942-re felépült a hajójavító üzem, melyet 1960-ban hajógyárrá alakítottak. 
1934-től Nyikolajevszk az akkor létesített Alsó-Amuri terület székhelye volt. Miután ez a közigazgatási egység megszűnt, 1956-ban a Habarovszki határterület egyik járási székhelyét helyezték ide. A városban 1937-től 1948-ig hivatásos színészekből álló színház működött, de állandó épülete nem volt. Az 1960-as évektől csak műkedvelő együttesek tartottak előadásokat klubokban vagy a városi kultúrházban.
A városi nagy hőerőmű építése 1967-ben kezdődött és 1990-ben fejeződött be. Első egységét 1973-ban helyezték üzembe, az új házgyárat 1985-ben. Az 1980-as években elkezdődött a város átfogó rekonstrukciója és újabb lakónegyedek építése, de a folyamatot megakasztotta a Szovjetunió felbomlásával bekövetkezett válság. Eddig az időpontig a népesség folyamatosan nőtt: az 1960-as – 1980-as években meghaladta a 30 000 főt, 1992 elején 36 500 fő volt, utána csökkenni kezdett.

## 21. század
A lélekszám 2000-től folyamatosan csökkent, 2019 elején a városnak fele annyi lakosa volt (18 200 fő), mint 1992-ben. Kevés a munkahely, nincs felsőoktatási intézmény. 
Az Amuron nincs híd, csak komp átkelő. Az egyetlen közút, mely (Szelihino falun át) összeköttetést biztosít a régió nagy városaival: Komszomolszk-na-Amure-val, illetve Habarovszkkal, régóta elhanyagolt állapotban van, egyes szakaszai alig járhatók. Teljes felújítása 2019-ben még nem volt napirenden. A város regionális jelentőségű repülőterét a 2010-es években részlegesen felújították. 
A tengeri és folyami kikötő csak a hajózási idényben, öt és fél hónapig tart nyitva, ami megnehezíti gazdaságos működtetését. A navigáció a folyón május közepén kezdődik, amikor az Amur-parti kikötőkből elindulnak a Nyikolajevszkbe árut szállító hajók; a tengeren csak június elején, amint az Amuri-limán felszabadul a jég alól.
Az 1990-ben elkészült hőerőmű biztosítja a város villamos- és hőenergia ellátását, összteljesítménye 130,6 MW. 2007-ben a tengerparti De-Castriból 225 km hosszú gázvezeték épült, és 2008-ban az egyébként pakurával üzemelő erőmű egy részét földgázüzeműre állították át.
A város gazdasági életében meghatározó jelentőségű hajógyárban többek között halászhajók, tartályhajók, szállítóbárkák készültek. A vállalatot 2006-ban privatizálták: jelentős állami tulajdoni hányaddal kft.-vé alakult, de a megrendelések elmaradtak, és a termelés 2009-re teljesen megszűnt. A gyár helyzete sokáig kilátástalan volt, de 2019-ben elkezdték szervezni helyreállítását és a termelés újbóli megindítását.
A Nyikolajevszki járás területén az üledékes aranyérc több mint 40 jelentős lelőhelye ismeretes. Aranyérc-bánya és feldolgozó üzem is működik Nyikolajevszktől kb. 100 km-re, Mnogoversinnij településen. A járás gazdaságának fő ágazata az aranykitermelés.

### A mai város
Az Amur partjának nagy részét a kikötő és raktárainak területe, a tetszhalott hajógyár és a hőerőmű foglalja el. A város két főútján (Szovjetszkaja és Lenina) egykori kereskedők emeletes faházai állnak, melyeket az 1920-as évek elején, a város felgyújtása után emeltek. Itt található a város és a járás több igazgatási épülete is, valamint a rakparti sétány az emlékművekkel, köztük Nyevelszkoj admirális emlékművével (1950). A központi városrész főként az 1960-as – 1980-as években emelt ötszintes épületekből áll, a külső területek nagy része fából épült kertes családi ház. 
Néhány régi műemlékjellegű téglaépülete, melyek túlélték az 1920. évi pusztítást:
- A reáliskola háromszintes épülete: 1912-14-ben épült, magát az iskolát 1896-ban alapították. Az eredetileg három szárnyból álló impozáns épületet 1920-ban felrobbantották, csak a nyugati épületszárnya maradt meg. Ezt 1952-ben felújították, ma bentlakásos iskola működik benne.
- A posta kétszintes neoklasszicista épülete: 1914-17-ben emelték a katonai parancsnokság részére; építését a polgárháború után, majd 1923-24-ben fejezték be, azóta megszakítás nélkül a posta- és távíróközpont épülete.
- A helytörténeti múzeum épülete: a földszintes téglaépület 1915-ben, a ráépített második szint 1921-ben keletkezett. Előbb mozi működött benne, majd sokáig banknak használták, többször átépítették. 1994-ben kapta meg a múzeum, 2008–2010 között felújították.

A város újonnan épült Szent Miklós-templomát 2002-ben szentelték fel.

### Helytörténeti múzeuma
A városban már a 19. század közepén is létezett kisebb múzeum (a katonatisztek könyvtárában), de 1871-ben leégett. A mai helytörténeti múzeum alapját egy Tugur nevű faluban tíz év alatt gyűjtött és onnan 1945-ben áthozott, zömmel természettudományi gyűjtemény teremtette meg. A múzeumot egy régi pékműhelyből kialakított épületben rendezték be és nyitották meg 1946-ban. 1994-ben kapott új otthont, épületét 2008–2010 között felújították.